# Zingiber cochleariforme
Zingiber cochleariforme là một loài thực vật có hoa trong họ Gừng. Loài này được Fang Ding (Phương Đỉnh) miêu tả khoa học đầu tiên năm 1980. Tên gọi thông thường trong tiếng Trung là 匙苞姜 (thi bao khương), nghĩa là gừng bao hoa hình thìa.

## Từ nguyên
Tính từ định danh cochleariforme bao gồm các từ tiếng Latinh cochlear nghĩa là xoắn ốc, vỏ ốc, thìa và forme nghĩa là hình dạng; ở đây là nói tới  các lá bắc hình nêm-hình vỏ ốc/hình thìa bao bọc hoa của loài này.

## Phân bố
Loài này có tại huyện tự trị các dân tộc Long Lâm, địa cấp thị Bách Sắc, tây bắc khu tự trị Quảng Tây, Trung Quốc.

## Mô tả
Thân rễ màu vàng nhạt, mọng thịt, mùi thơm nồng. Thân giả 0,7–2 m. Lưỡi bẹ 2 thùy, 4-7(-14) mm, nhẵn nhụi hoặc có lông tơ mỏng; cuống lá từ không có đến 6 mm, có lông nhung; phiến lá hình elip-hình mác, hiếm khi hình mác, 35-50 × 8–14 cm, mặt gần trục nhẵn nhụi, mặt xa trục nhiều lông, có tuyến lốm đốm trên cả hai mặt, đáy thuôn tròn-hình nêm đến hình nêm, đỉnh nhọn thon. Cụm hoa mọc từ thân rễ, hình trứng đến hình trứng ngược, 3-6 × 1,5–5 cm; cuống cụm hoa 1–6 cm, thanh mảnh, có lông nhung; lá bắc màu tía hoặc trắng, hình nêm-hình vỏ ốc/hình thìa đến thuôn dài, 1,5-4 × 0,5–2 cm, mặt xa trục có lông tơ, đỉnh cắt cụt hoặc thuôn tròn; lá bắc con 2,2-2,8 cm. Đài hoa màu ánh vàng, dài 1-1,3 cm. Ống tràng hoa 3,5–4 cm; các thùy màu trắng ánh vàng, hình mác, 2,5-3,5 cm. Cánh môi màu trắng ánh vàng, ~2,5 cm; thùy giữa màu tía hay đỏ ở đỉnh, hình mác ngược, ~2 × 0,8 cm, đỉnh 3 răng; các thùy bên gần thuôn dài, ~9 × 5 mm, họng có lông ngắn. Bao phấn ~1,2 cm; phần phụ liên kết màu tía hoặc đỏ, hiếm khi màu vàng, ~1,2 cm. Bầu nhụy rậm lông nhung. Quả nang màu đỏ, hình trứng-hình elipxoit, ~4 × 2 cm, 3 góc tù, nhiều lông. Hạt màu đen; áo hạt màu trắng. Ra hoa tháng 8-10, tạo quả tháng 10-11.